# 索马里鸵鸟
（学名：Struthio molybdophanes），為野生鴕鳥中最高的，曾归类为鸵鸟的亚种之一，从2014年开始被视为独立的物种。

## 特徵
索馬利亞鴕鳥大致上外觀與鴕鳥類似，頭冠與北非鴕鳥相似，但有一寬闊白色頸環，頸部及腿部皮膚呈藍灰色。公鳥羽毛為黑到白。母鳥為灰色。

## 分布
索馬利亞鴕鳥主要分布在非洲之角，也有一些索馬利鴕鳥分布在索馬利亞、衣索比亞、肯亚等地区。